# فرن بدائي
| link = | هذه المقالة يمكن توسيعها اعتمادا على الترجمة في ويكيبيديا الإنجليزية. اضغط [هنا] للتعليمات. - تُعدُّ الترجمةُ الآليةُ من كوكل بمثابةِ نقطةِ انطلاقٍ مُفيدةٍ للترجمات، ولكن يَجبُ على المُترجمينَ مُراجعةُ الأخطاءِ الّتي قد تُصاحبُ الترجمةَ حسبَ الضرورة، والتأكيد على دقةِ الترجمة، بدلاً من مجردِ نسخِ النصِّ المُترجمِ آلياً إلى ويكيبيديا. - لا تُترجمِ النصَّ الذي يبدو غيرَ موثوقٍ أو مُنخفضَ الجودة. تَحقِّقْ من النص بالتأكدِ من المَراجعِ الواردةِ في المقالةِ باللغةِ الأجنبية «إذا كان ذلك مُمكناً». - يجب إضافة قالب {{صفحة مترجمة}} بعد الترجمة إلى صفحة نقاش المقالة لضمان الامتثال لحقوق النشر. - لمزيد من الإرشاد، انظر ويكيبيديا:ترجمة مقالات إلى العربية. |

الفرن البدائي أو فرن الطين البدائي (بالإنجليزية: Clay oven)‏ استُخدم فرن الطين البدائي، أو الفرن الفخاري/ فرن الخَبز، منذ العصور القديمة من قبل ثقافات ومجتمعات متنوعة للخَبز، لم يقتصر الأمر على ذلك، لكنه كان في المقام الأول، قبل إختراع مواقد الحديد الزهر، وأفران الغاز والكهرباء. كان التصميم العام للأفران الفخارية وشكلها، في الغالب، شائعًا لجميع الناس، رغم وجود اختلافات طفيفة في الحجم  والمواد المستخدمة في بناء الفرن. في الساحات والمنازل البدائية، بُنيت أفران فخارية على الأرض.

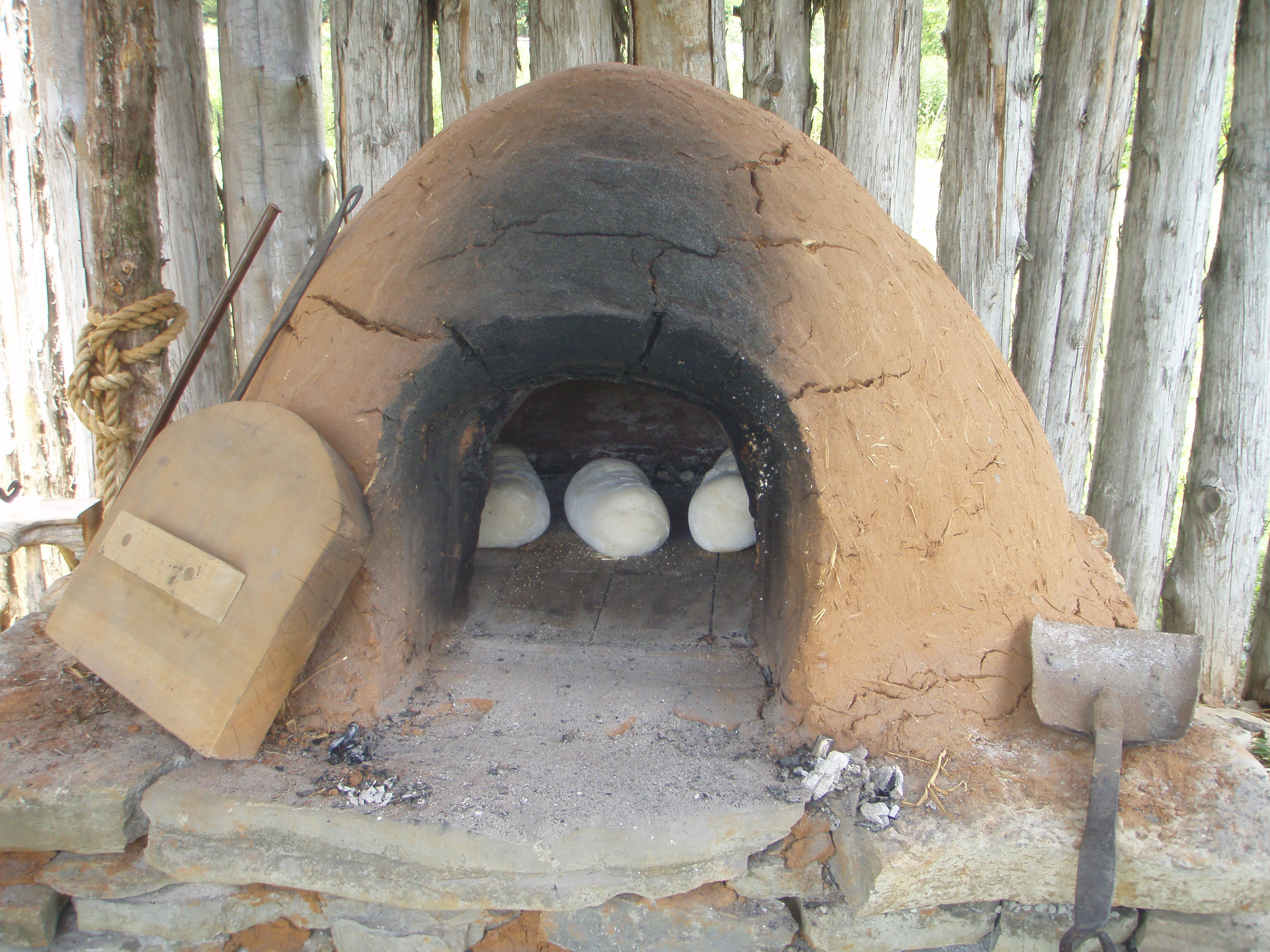
فرن الخَبز من القرن الثامن عشر الميلادي (أمريكي-أوروبي)

في المجتمعات العربية والشرق أوسطية وشمال إفريقيا يُخبَز الخُبز في كثير من الأحيان داخل فرن طيني يسمى في بعض اللهجات العربية طابون ، أو في فرن طيني يسمى التنور، وفي غير ذلك من اللهجات يُسمى مسعد. شُكلّ الفرن الفخاري المرادف للكلمة العبرية تنور (tannour)، على شكل مخروط مقطوع، مع فتحة في الأعلى أو الأسفل يمكن من خلالها إشعال النار. صنع البعض الآخر بشكل أسطواني مع فتحة في الأعلى. بُنيت الأفران الفخارية واستُخدمن في العصور القديمة كفرن للعائلة أو للحي أو للقرية بأكملها، ولا تزال الأفران الفخارية تُصنع في أجزاء من الشرق الأوسط إلى اليوم. 

## التاريخ والاستخدام
استخدم الفرن الفخاري تاريخيًا لخبز الخبز المسطح مثل خبز الطابون واللافا، وكان يستخدم على نطاق واسع في الشرق الأوسط الكبير لعدة قرون. وبصرف النظر عن الخبز، استخدم البعض للطهي بوضع الأواني داخل تجويف الفرن وتوضع على الفحم الساخن المغطى بالرماد. إذا كان من المقرر ترك الأواني في الفرن لفترة طويلة (مثل ليلة يوم السبت اليهودي في الثقافة اليهودية إذ يُترك الطعام للطهي حتى اليوم التالي)، فتغطى الفتحة في الأعلى للفرن بإناء كبير من الخزف. ثم يضيفون خرقًا قديمة حول الوعاء المستخدم لإغلاق الفرن، لجعل الفرن منيعًا للهواء حول جميع أواني الطهي. عندما يكون الفتح على الجانب، يترك الباب الذي يغطي الفتحة مفتوحًا جزئيًا للسماح باحتراق النار والفحم في أثناء الإشعال الأولي. يختلف الفرن الترابي اختلافًا طفيفًا عن المواقد والمواقد المدمجة الفخارية إذ كانت الأواني توضع مباشرة فوق الموقد وتشتعل النار في الأسفل.

## أنواع شرق أوسطية

### الطابون

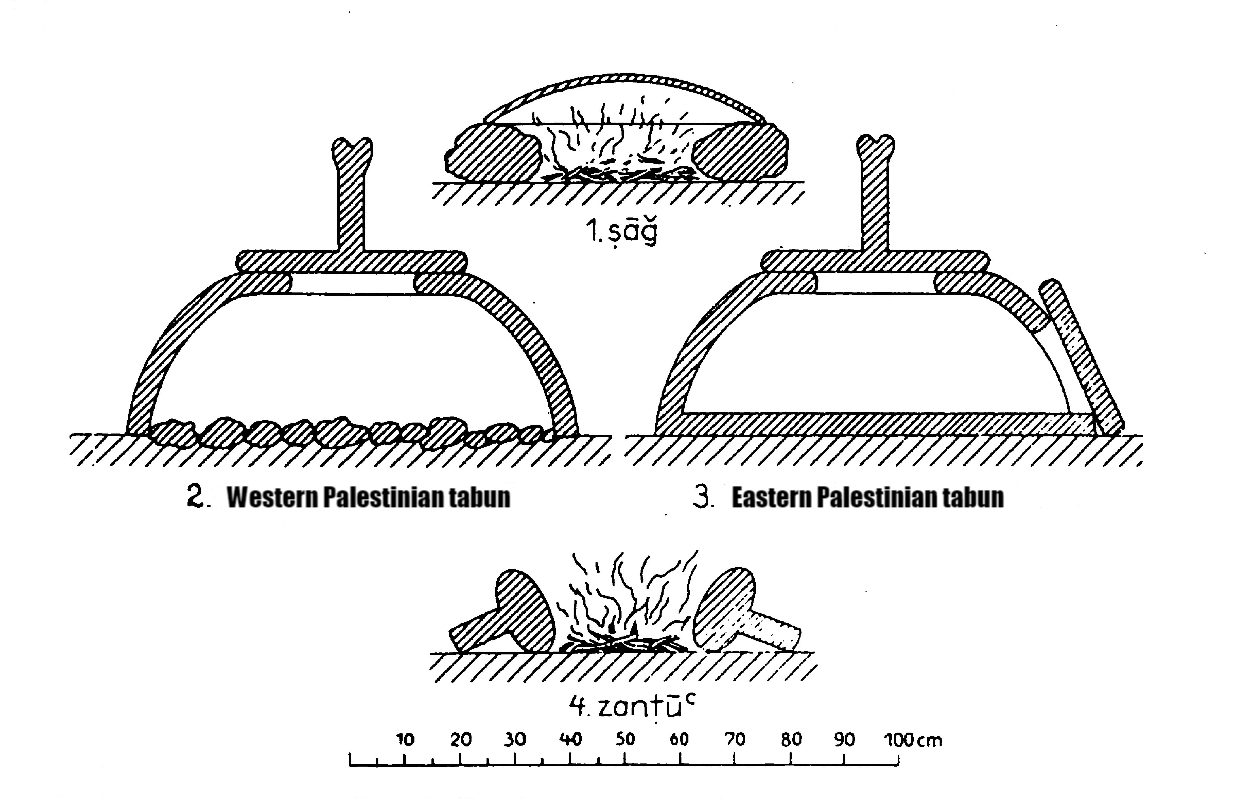
أفران الخَبز في فلسطين (1. صاج 2. و 3. طابون)

وصف غوستاف دالمان (1855-1941)، الثقافة المادية في فلسطين في أوائل القرن العشرين، بتصوير عدة أنواع من الأفران الفخارية التي شاهدها تستخدم هناك. من بين تلك الأفران المستخدمة لخبز الخبز، كان هناك طابون على شكل إناء خزفي كبير بلا قاع مقلوب رأسًا على عقب ومثبت بشكل دائم على الأرض. له أرضية مرصوفة بالحصى مصنوعة إما من حصى شاطئية ناعمة أو حصى من الحجر الجيري. كان المحيط على شكل وعاء أعرض عند القاعدة وأضيق في الأعلى، إذ كانت الفتحة تُستخدم لإشعال النار وإدخال العجين لخبزه. وهناك نوع آخر مشابه من الأفران يحتوي بالإضافة إلى الفتحة الموجودة في الأعلى، على فتحة جانبية ثانية تسمى "عين الفرن"، تستخدم لإشعال النار وإزالة الرماد،   ومغلقة بباب قابل للفصل. كان لهذا النوع أرضية من السيراميك. يجهز كلا الإصدارين بغطاء من السيراميك بمقبض يستخدم لتغطية الفتحة العلوية وإغلاقها. كانت هذه الأفران عادةً صغيرة الحجم توضع داخل كوخ للخبز لحمايتها من عوامل التغير. كانت بعض أفران الطابون "محفورة"، نصفها مدمج في الأرض ونصفها فوق سطح الأرض.  يخبز الخبز على الأرضية المرصوفة بالحصى في الفرن، بعد تغطية الجدار الخارجي للفرن الطيني الذي يشبه الوعاء الذي يوضع فوق الأرض مثل الكوب المقلوب، ويوضع الفحم الساخن والجمر المتناثر مع الرماد، وعادة ما يوضع فوقها روث الماشية المجفف. 

### التنور/التندور

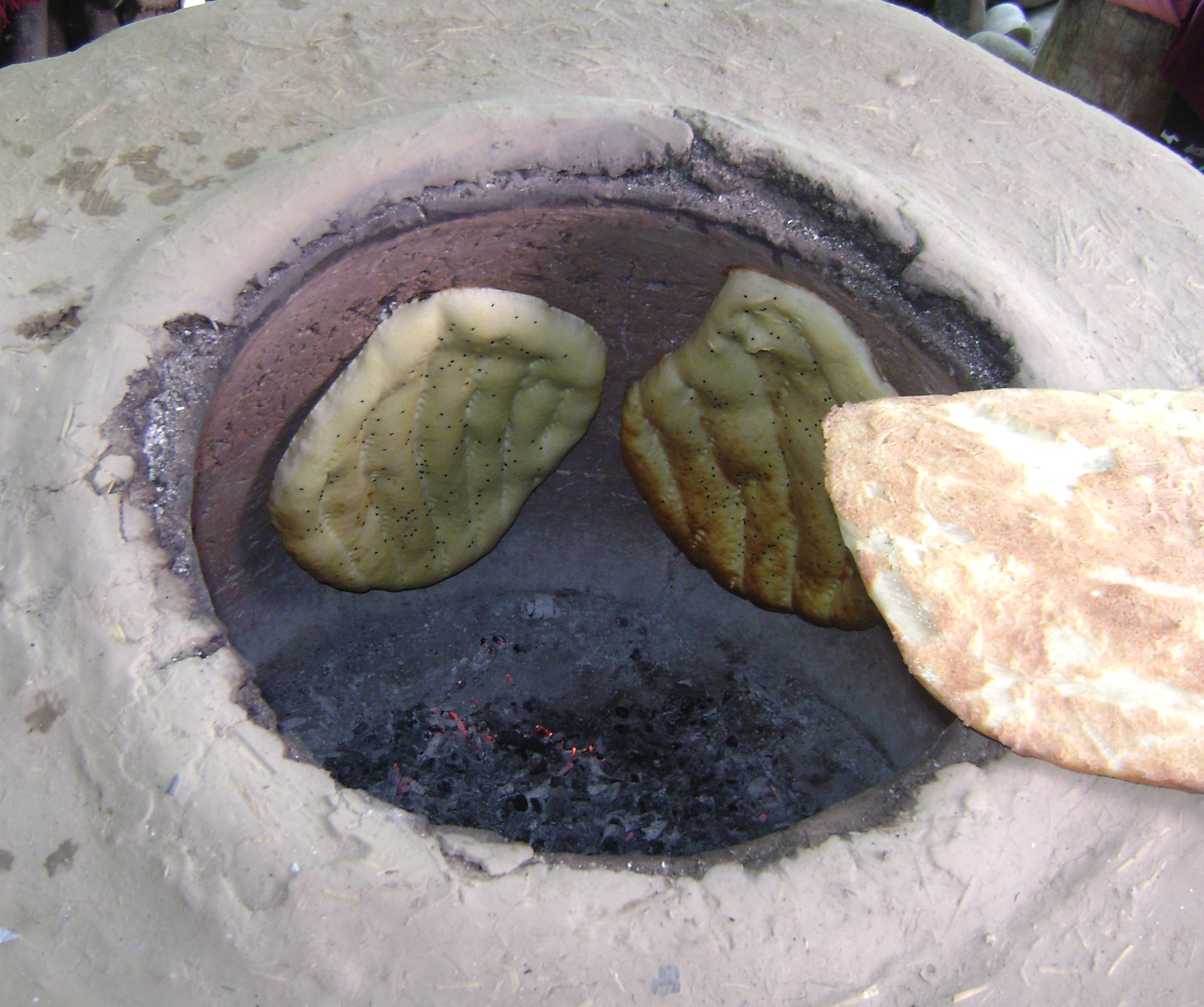
التنور/التندور

غالبًا ما تُستخدم كلمة تنور في اللغتين العربية والعبرية بمعنى عام، أي مكان يُخبز فيه الخبز بالنار.  في اليمن، أكثر الأفران الفخارية شيوعًا تستخدم للخبز والطهي. يكون شكله أسطوانيًا ويصل ارتفاعه إلى نصف ارتفاع الإنسان، ويكون مصنوعًا من قمة مفتوحة على مصراعيها، يسمى "فم الفرن" (باب المناق)،  ويكون قطرها متناسقًا مع قطر قاعدة الفرن. تدخل عيدان الخشب من خلال الفتح في الأعلى  لإضرام النار. كما تُحدث فتحة هواء صغيرة في قاعدة الفرن، تسمى "عين الفرن"، والتي تصنع لضمان دوران الهواء داخل تجويف الفرن، فضلاً عن استخدامها لتنظيف الفرن من رماد الخشب المتراكم.   يحتوي هذا الفرن على غطاء من السيراميك، مسطح وقابل للفصل مصنوع من أجله، مع حافة مميزة خاصة به، ويمكن وضع الغطاء على الجزء العلوي لوضع المزيد من الأواني عليه عند الحاجة.  في هذه الأفران، توضع العجينة المسطحة على الجدار الداخلي للفرن، إذ يجري لصقها حتى تُخبز. كان الخُبز الفطير (خبز غير مخمر) في عيد الفصح اليهودي يصنع بنفس الطريقة.  كما يوضع القدر المغلق الذي يحتوي على الكبانة (كعكة الذرة) اليهودية اليمنية الموضوعة على الجمر الخامد  في قاع الفرن. توضع الأواني التي تحتوي على الأطعمة وغلايات القهوة أولاً حتى الغليان ثم يجري تسخينها عن طريق وضعها بجانب الفحم والجمر المغطى الرماد  الموجود على جانب الفرن. بنيت هذه الأفران في الغالب داخل غرف الخَبز (الديمه) أو المطابخ الريفية المجاورة للفناء.